# Zarobljenici „Crvene veštice”
Zarobljenici "Crvene veštice je sveska strip serijala Zagor objavljena u Srbiji u Lunov magnus stripu #7. Sveska je izašla 1969. godine i koštala 3 dinara (0,6 DEM, 0,2 $). 

## Originalna epizoda
Epizoda je premijerno objavljena u tri separatne sveske #41-43 u Italiji u izdanju Bonelija u tokom 1969. godine.

## Prethodna i naredna sveska Zagora u LMS
Prethodna svesak Zagora u LMS nosila je naziv Blago Crvene planine (#4), a naredna Pukovnikova podvala (#10).